# Феодор (Скоробец)
Епи́скоп Фео́дор (рум. Episcopul Teodor, в миру Трандафир Скоробец, рум. Trandafir Scorobeţ; 14 января 1883, Стреза — 25 марта 1967, Сибиу) — епископ Румынской православной церкви, титулярный епископ Рэшинэрский.

## Биография
Среднее образование в Государственном лицее в Сибиу и Лицее имени Андрея Шагуны в Брашове. В 1902—1905 году обучался в Богословском институте в Сибиу. В 1905—1906 годы преподавал в Смолинарах.
В 1906 году рукоположен в сан священника и Сибиуской архиепископией и направлен в качестве миссионера на православные приходы в США в Янгстауне, Огайо, и Саут-Шарона, Пенсильвания.
В начале 1909 года заболел и вернулся на родину. До 1919 года служил приходским священником в Рошиив клире автокефальной Германштадской митрополии. В течение двух был редактором журнала «Apostolul».
В 1916 году арестован венгерскими властями и до 1918 голда содержался в Клуже, Ораде и Зомборе. В начале 1919 года выступил сторонником вхождения Германштадской митрополии в состав Румынской православной церкви, что и произошло в том же году.
В 1919 году окончил курсы обучения в качестве преподавателя румынского и английского языков в Университете Клужа. В 1920—1922 годы был преподавателем румынского и английского языков в лицее имени Георге Лазара в Сибиу.
В 1922—1941 годы был советником архиепископа в Сибиу и протопопом (благочинным).
Посетил экуменические конгрессы в Стокгольме (1925) и Лозанне (1927). 20 ноября 1928 года по решению Священного Синода Румынской православной церкви направлялся в США организовать румынскую православную миссионерскую епархию. Вернулся в Румынию в 1929 году.
В 1940 году был возведён в сан архимандрита. В 1941 году становится викарием епархии в сане архимандрита.
30 июля 1945 года Священный Синод Румынской православной церкви по просьбе митрополита Трансильванского Николая (Бэлана) избрал его для рукоположения в сан викарного епископа Сибиуской архиепископии с титулом «Рэшинэрский». Однако в 1948 году по требованию коммунистических властей был уволен на покой. 27 февраля 1950 года Священный Синод определил, что епископ Феодор будет пребывать в монастыре святой Троицы в Сибиу.
Скончался 25 марта 1967 года в Сибиу.